# سانجي اينو
سانجي اينو (باليابانية: 井上三次) مواليد 10 مارس 1948 في طوكيو، هو دراج ياباني سابق. سبق أن شارك في دورة الألعاب الأولمبية الصيفية.

## روابط خارجية
- سانجي اينو على موقع أرشيف الدراجات (الإنجليزية)
- سانجي اينو على موقع أوليمبيديا (الإنجليزية)